# Gilánegarb megye

Kermánsáh tartomány megyéinek elhelyezkedése

Gilánegarb megye (perzsául: شهرستان گیلانغرب) Irán Kermánsáh tartománynak egyik megyéje az ország nyugati részén. Északon Szarpol-e Zaháb megye, északkeleten Dáláhu megye, délkeleten Eszlámábád-e Garb megye, délen Ilám tartomány, nyugatról Kaszr-e Sirin megye határolják. Székhelye a 24 000 fős Gilánegarb városa. Második legnagyobb városa a 2400 fős Szarmaszt. A megye lakossága 60 671 fő. A megye két további kerületre oszlik: Központi kerület és Govávar kerület.

## Fordítás
- Ez a szócikk részben vagy egészben  a   Gilan-e Gharb County című angol Wikipédia-szócikk ezen változatának fordításán alapul.  Az eredeti cikk szerkesztőit annak laptörténete sorolja fel. Ez a jelzés csupán a megfogalmazás eredetét és a szerzői jogokat jelzi, nem szolgál a cikkben szereplő információk forrásmegjelöléseként.